# 梅普爾格羅夫鎮區 (密歇根州薩吉諾縣)
梅普爾格羅夫鎮區（英語：Maple Grove Township）是位於美國密歇根州薩吉諾縣的一個行政鎮區。

## 地方資料
梅普爾格羅夫鎮區的面積為95.00平方千米，當中陸地面積為92.30平方千米，而水域面積為2.70平方千米。根據2020年美國人口普查的數據，當地共有人口2676人，而人口密度為每平方千米28.17人。